# Babadaýhan FK
Babadaýhan FK (turkm. «Babadaýhan» futbol kluby) – turkmeński klub piłkarski, mający siedzibę w mieście Babadaýhan w południowo-wschodniej części kraju.
W latach 1994–1995 występował w Ýokary Liga.

## Historia
Chronologia nazw:
- 1993: Gaýa Babadaýhan (ros. «Гайя» Бабадайхан)
- 1994: Babadaýhan FK (ros. ФК «Бабадайхан»)

Piłkarski klub Gaýa Babadaýhan został założony w miejscowości Babadaýhan w 1993 roku. Zespół w 1993 zdobył mistrzostwo Pierwszej Ligi i awansował do Wyższej Ligi Turkmenistanu.
W 1994 zmienił nazwę na Babadaýhan FK i debiutował w rozgrywkach Wyższej Ligi, w której zajął końcowe 4. miejsce. W 1995 najpierw nie zakwalifikował się do szóstki najlepszych drużyn walczących o mistrzostwo, a potem zmagał się o utrzymanie w lidze w grupie spadkowej. W następnym roku nie przystąpił do rozgrywek i został rowiązany.

## Sukcesy
Turkmenistan
| \| \| Zdobyte trofea w rozgrywkach Turkmenistanu (stan na: 31-12-2015) \| |                                                                  |      |          |
| Rozgrywki                                                                 | Osiągnięcie                                                      | Razy | Sezon(y) |
| Mistrzostwo                                                               | I miejsce                                                        | 0    |          |
| Mistrzostwo                                                               | II miejsce                                                       | 0    |          |
| Mistrzostwo                                                               | III miejsce                                                      | 0    |          |
| Mistrzostwo                                                               | 4. miejsce                                                       | 1    | 1994     |
| Puchar                                                                    | zdobywca                                                         | 0    |          |
| Puchar                                                                    | finalista                                                        | 0    |          |
| Puchar                                                                    | ćwierćfinalista                                                  | 1    | 1994     |
| II liga                                                                   | I miejsce                                                        | 1    | 1993     |
| II liga                                                                   | II miejsce                                                       | 0    |          |
| II liga                                                                   | III miejsce                                                      | 0    |          |
| Turkmenistan                                                              | Zdobyte trofea w rozgrywkach Turkmenistanu (stan na: 31-12-2015) |      |          |